# Piratininga (geslacht)
Piratininga is een kevergeslacht uit de familie van de boktorren (Cerambycidae). De wetenschappelijke naam van het geslacht werd voor het eerst geldig gepubliceerd in 1992 door Galileo & Martins.

## Soorten
Piratininga omvat de volgende soorten:
- Piratininga mocoia Galileo & Martins, 2007
- Piratininga piranga Galileo & Martins, 1992